# ريتشارد تورنر (لاعب اتحاد الرغبي)
ريتشارد تورنر (بالإنجليزية: Richard Turner)‏ هو لاعب اتحاد الرغبي نيوزيلندي، ولد في 15 مارس 1968 في نيبيار في نيوزيلندا.